# Sint-Laurentiuskerk (Ahrweiler)
De katholieke Sint-Laurentiuskerk (Duits: St. Laurentiuskirche) in de Duitse Kreisstadt Bad Neuenahr-Ahrweiler is de oudste hallenkerk van het Rijnland. De kerk is gewijd aan de heilige Laurentius.

## Geschiedenis
Ahrweiler behoorde ooit tot de Abdij van Prüm. In opdracht van deze abdij werd de kerk gebouwd, de eerste steen werd in het jaar 1269 gelegd. Vanuit de abdij werden monniken benoemd tot pastoor van de Laurentiuskerk. Na de opheffing van de abdij in 1794, werden de pastoors benoemd door de bisschop. De abijkerk werd in 1802 parochiekerk en valt sinds 1824 onder het bisdom Trier. 
In juli 2021 liep het interieur van de kerk ernstige schade op toen gedurende de overstromingen in Europa ook de rivier de Ahr buiten zijn oevers trad.

## Architectuur en inrichting

### Exterieur
De gotische kerk is een drieschepige hallenkerk en werd opgetrokken van onbewerkt gesteente en vervolgens van stucwerk voorzien. De ingebouwde toren telt vanaf het dak drie verdiepingen en wordt door een krans van acht puntgevels en een achtzijdige spits afgesloten. Het laatste betreft een toevoeging van Wilhelm Schmitz (* 1864 - † 1944), de huisarchitect van de dom van Trier. Deze architect heeft in de periode 1899-1912 de Laurentiuskerk aanzienlijk verbouwd en gerenoveerd. Het kerkschip bezit vier traveeën, elk travee draagt op elke zijde een schilddak. Daaraan sluit zich op elke zijde een zijkoor aan.

### Interieur

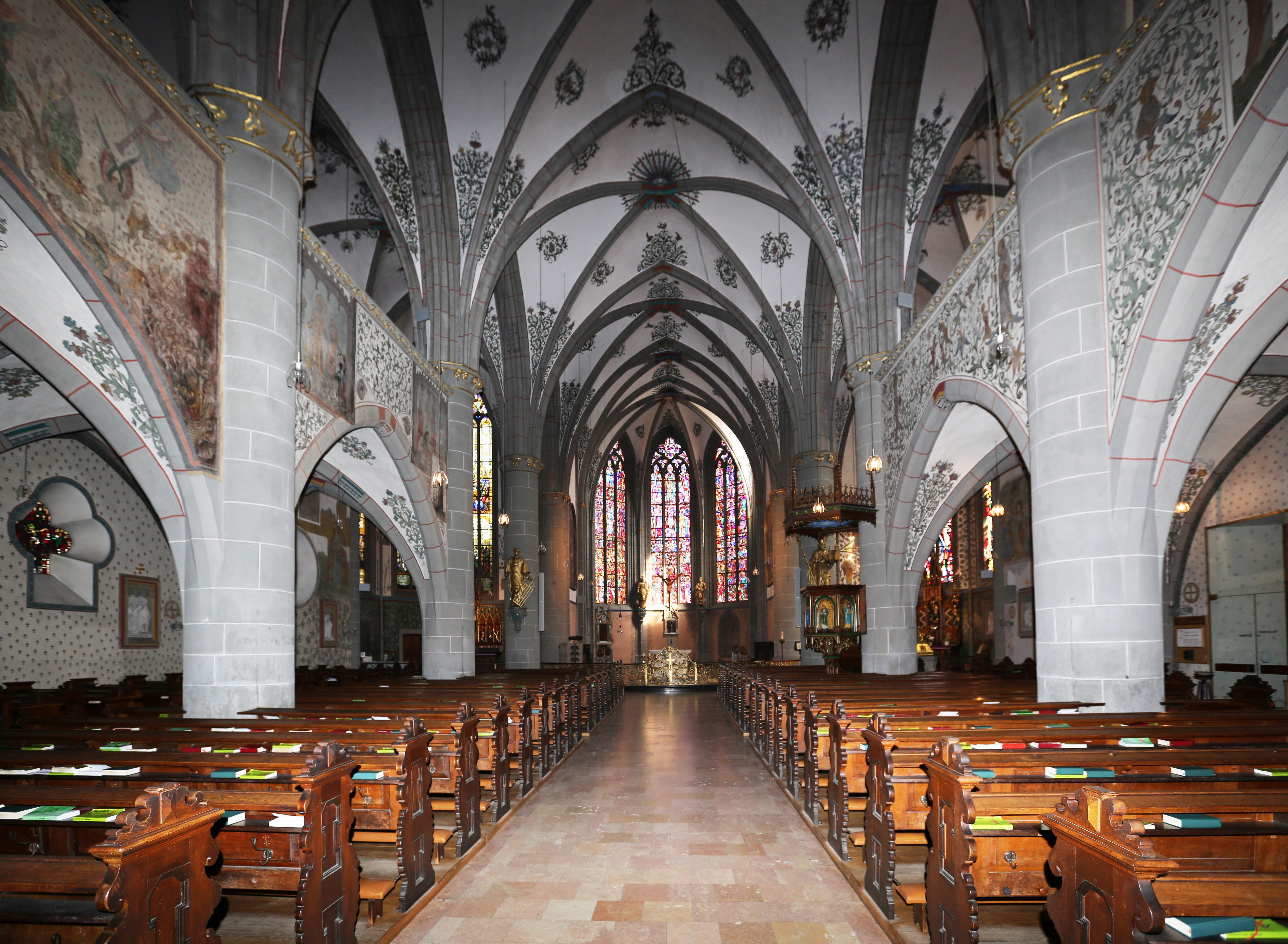
Interieur

- De zich over drie traveeën uitstrekkende galerijen zijn voorzien van beschilderingen en via de orgelgalerij met elkaar verbonden; forse ronde pijlers dragen de kruisribgewelven.
- Van het interieur zijn de in 1903 tijdens een restauratie ontdekte fresco's uit de 15e eeuw het meest waardevol. De fresco's stellen o.a. taferelen uit de Bijbel zoals het Jongste Gericht, heiligen, een genadestoel en de kerkwijding voor.
- Het koor wordt door een smeedijzeren communiebank uit de 18e eeuw afgesloten.
- Het orgel is nieuw, de barokke orgelkas stamt echter uit 1728[1].
- De galerijen
- De neogotische kruisweg bestaat uit ingemetselde reliëfstaties en werd pas in 1906 verworven.

### Vensters
Na een brand in de kerk werden de sterk beschadigde vensters in 1809 uit de muren gehaald en via de kunsthandel verkocht naar de Verenigde Staten. De in de 19e en 20e eeuw geplaatste ramen werden, met uitzondering van de vensters in het noordelijk koor en de Drievuldigheidsvensters, tijdens oorlogshandelingen in 1945 verwoest. Vanaf 1953 tot 1962 werd de kerk van nieuwe ramen voorzien die door verschillende kunstenaars werden ontworpen.

### Klokken
De kerk bezit in totaal negen klokken, waarvan de kleinste klok zich in de dakruiter boven de viering bevindt. De overige klokken hangen in de hoofdtoren. Bij een brand in 1689 smolten de oorspronkelijke klokken, in hetzelfde jaar werden er vier nieuwe klokken gegoten. In de barokperiode werden twee kleinere klokken toegevoegd. Het oorspronkelijke klokkenbestand werd in 2000 weer volledig hersteld, toen de klokkengieterij Mark uit Brockscheid drie nieuwe klokken goot.
| Nr. | Naam                                              | Gietjaar | Gieter, gietplaats                        | Doorsnee (mm) | Gewicht (kg) | Slagtoon |
| 1   | Sebastianus                                       | 2000     | Eifeler Glockengießerei Mark, Brockscheid | 1480          | 2000         | cis1     |
| 2   | Grote Laurentius                                  | 1694     | Johannes Bourlet, Gulik                   | 1320          | 1400         | e1       |
| 3   | Jozef                                             | 1694     | Johannes Bourlet, Gulik                   | 1190          | 1100         | fis1 (–) |
| 4   | Moeder Gods                                       | 1694     | Johannes Bourlet, Gulik                   | 1100          | 850          | fis1     |
| 5   | Cecilia                                           | 2000     | Eifeler Glockengießerei Mark, Brockscheid | 930           | 510          | a1       |
| 6   | Zalige Blandine Merten en zalige Peter Friedhofen | 2000     | Eifeler Glockengießerei Mark, Brockscheid | 700           | 260          | cis2     |
| 7   | Kleine Laurentius                                 | 1731     | Johann Heinrich Dinkelmeyer, Keulen       | 630           | 190          | e2       |
| 8   | Severinus en Johannes                             | 1751     | Engelbert Fuchs, Keulen                   | 570           | 120          | fis2     |
| 9   | Ave-Maria, storm- of noodklokje                   | 1694     | Johannes Bourlet, Jülich                  | 500           |              | gis2     |

## Afbeeldingen

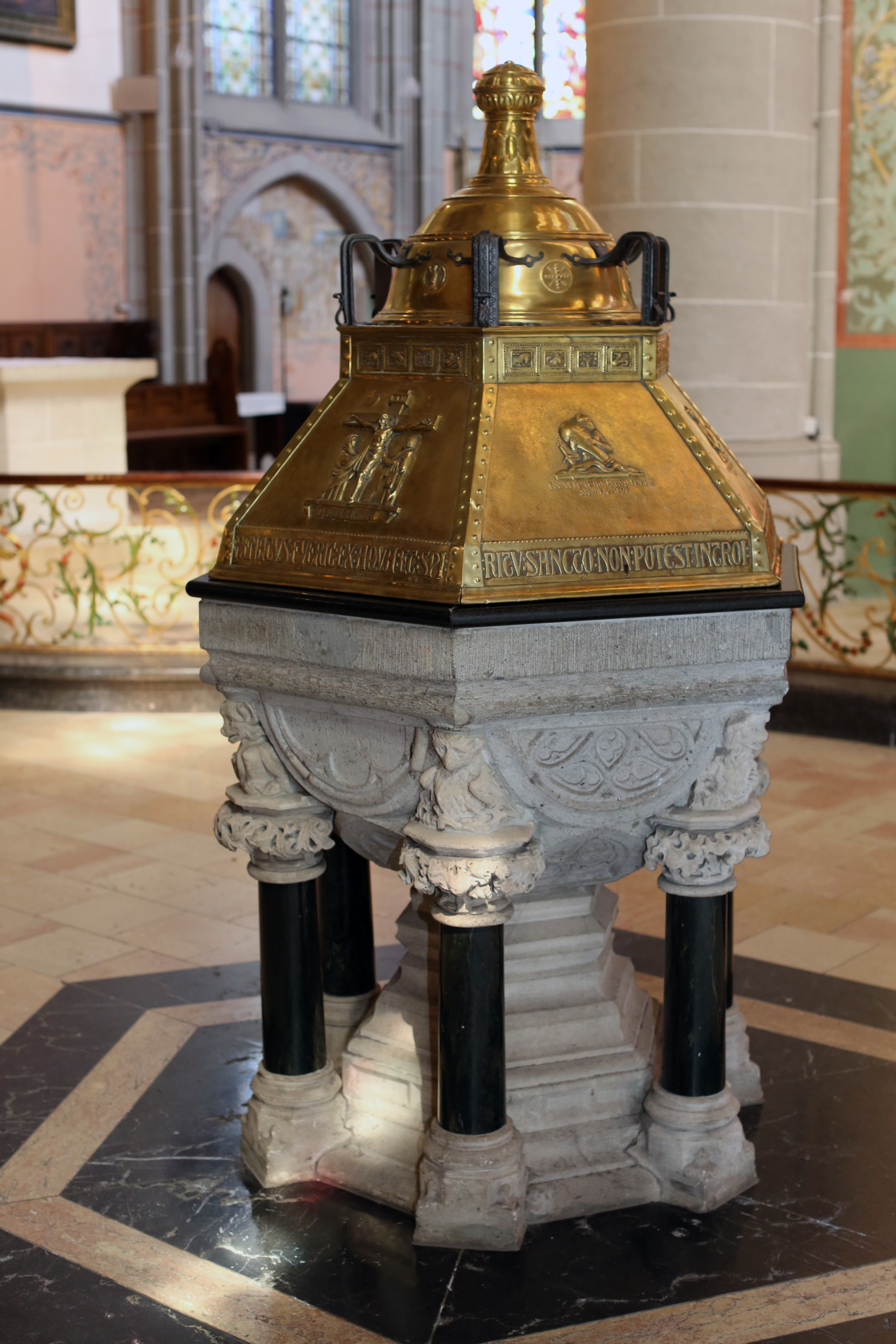
Laatgotisch doopvont
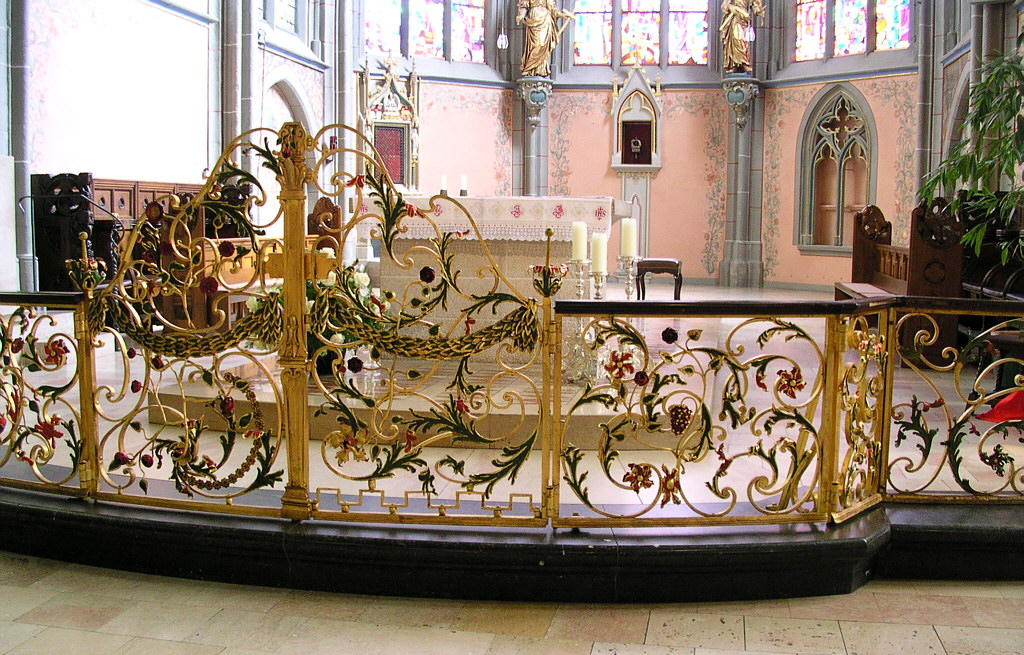
Smeedijzeren hek
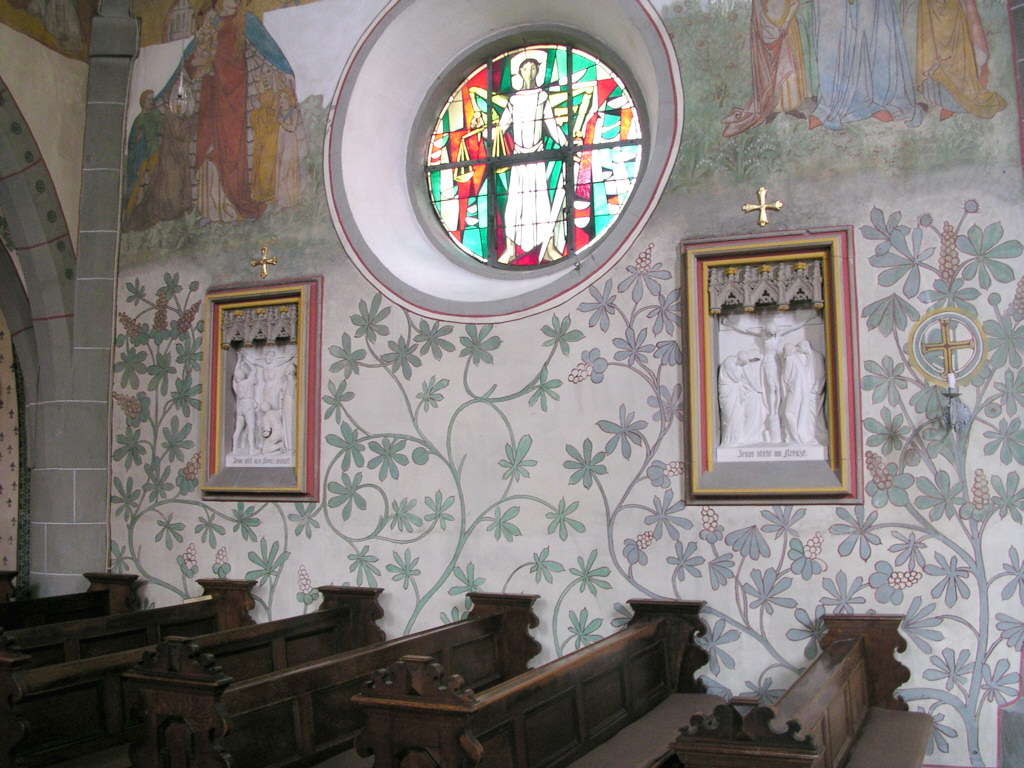
Fresco's en twee kruiswegstaties
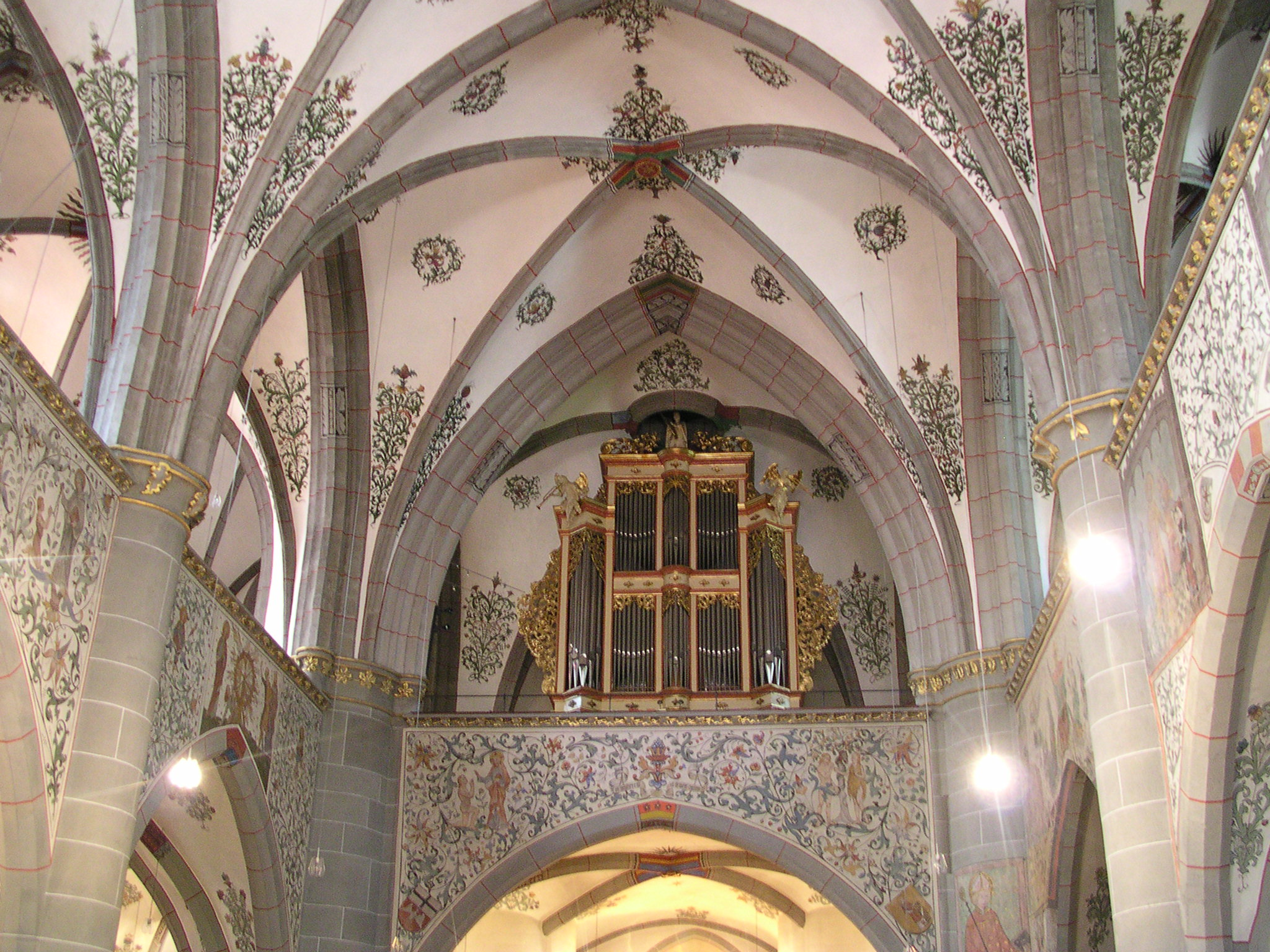
Orgelgalerij
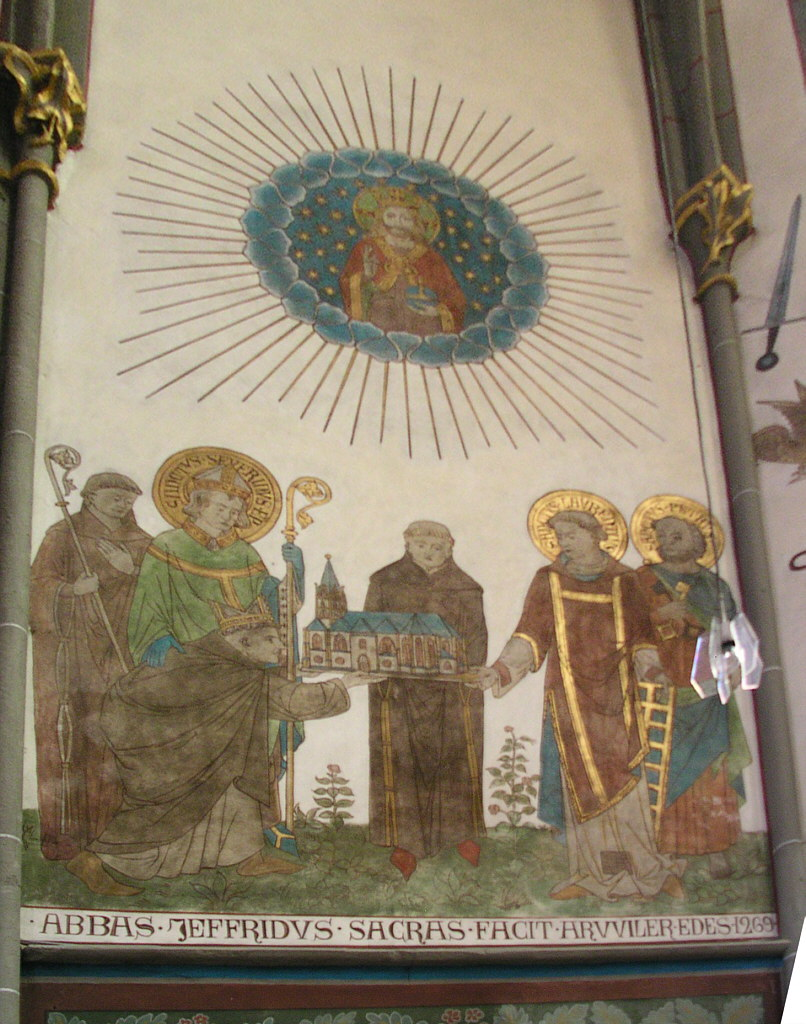
Fresco kerkwijding